# Úri
Úri é um município da Hungria, situado no condado de Peste. Tem 22,19 km² de área e sua população em 2015 foi estimada em 2.545 habitantes.